# 王三祝
王三祝（1926年—1949年5月25日），字華頌，又字代英。河南省滑縣東岳村人。民國37年（1948年）在河南省第二選區當選第一屆立法委員。

## 生平[1][2]
- 抗戰時其父王泰恭時為小學教員，投筆從戎，變賣父親遺留的房屋田產，靠著九桿槍起家，拉起了一支三四十人的抗日隊伍，大路挖坑衛河設伏，遠程奔襲區公所，打擊日偽軍，當地民眾編出歌謠讚頌他:「老鼠怕貓兔怕鷹，小鬼子就怕王泰恭！」[3]
- 王三祝15歲考入黃埔軍官學校第一分校（或说中央军校七分校（西安分校）十六期生[4]），畢業後任第六戰區商震部少尉兵。1944年回籍，任其父王泰恭參謀，後返滑縣，成立滑縣人民自衛軍任司令。[5]
- 1945年後任河南省保安第四總隊上校總隊長，後被委為豫北挺進軍司令、豫北剿匪指揮官、第十二綏靖區中將副主任、笫三第四督察專員公署聯合警備司令、河南省保安第九旅旅長、四十軍暫編第九縱隊司令。[5]
- 民國37年，當選立法委員，曾出席第一屆立法院第一會期內政及地方自治委員會、國防委員會、社會委員會。[6][7]
- 1949年5月6日，解放军攻占安阳城，取得安新战役胜利。王三祝自杀未遂被俘。解往北平。7月，押回新乡[4]。
- 1949年7月中旬，冀魯豫、太行兩行署組成联合人民法庭对王三祝进行公审[8]。经华北人民政府批准[9]，7月14日[10][11]在平原省平原體育場三萬人大會公審，上午十點二十分在新鄉市張營西頭被槍決（或作7月5日[12]；5月25日[13][14]；7月15日[15]；7月25日[16]）
- 1950年9月7日，中華民國總統蔣中正、行政院院長陳誠，明令褒揚[17]。